# 北溪厝
23°42′37.6″N 120°23′54.2″E / 23.710444°N 120.398389°E
北溪厝，是台灣雲林縣虎尾鎮的一個傳統地域名稱，位於該鎮北部偏西。相較於今日行政區，其範圍大致包括廉使里西部、興中里西北部凸出部分的西南部、墾地里東部不含北側邊界地帶、北溪里不含最南端、建國里西部。
高鐵雲林站位於本地區東北部。

## 歷史
台灣清治末期至日治初期，北溪厝地區為一街庄，稱為「北溪厝庄」，隸屬於大坵田堡。該庄北與三塊厝庄、田尾庄、吳厝庄為鄰，東與廉使庄為鄰，南邊為竹圍仔庄為界，西邊為大墩仔庄。
1901年（日治明治三十四年）11月，全台廢縣廳改設二十廳，該庄隸屬於斗六廳。1903年（明治三十六年）6月，該庄編入「大墩仔區」，隸屬於斗六廳。1909年（明治四十二年）10月，合併二十廳為十二廳，大墩仔區改隸屬於嘉義廳。1920年（大正九年），全台地方制度大改正，廢十二廳改設五州二廳，該庄改制為「北溪厝」大字，隸屬於臺南州虎尾郡虎尾庄。1933年，虎尾庄升格為虎尾街。
戰後虎尾街改制為虎尾鎮，隸屬於臺南縣，大字亦改制為里。1950年10月，雲、嘉、南分治，虎尾鎮改隸屬雲林縣。

## 聚落
本地區發展較早的聚落有北溪厝、吳厝等，在日治期初期的官方地圖上已有記載。此外，本地區尚有建國三村聚落。

## 交通
台灣高鐵大致以北北東—南南西走向經過北溪厝地區東部，並在境內設有高鐵雲林站，由此可快速前往高鐵南北各站。
縣道145號（清雲路、林森路）是埤頭至六腳鄉港尾寮的道路，大致以西北—東南走向經過北溪厝地區東北部邊界外緣。由該道路向西北轉北微東再轉東北可前往西螺、埤頭並止於縣道150號路口；向東南經縣道145乙線起點路口轉東微北繞大彎再轉東南經縣道145乙線另一路口再轉南再轉西南可前往虎尾市區、土庫、元長東南部、北港、六腳港尾寮等地。
縣道145乙線主要路段又稱「斗六聯絡道」，是虎尾至大美（下大埔尾）的道路，其西側端點（起點）位於本地區東部邊界北側外緣的縣道145號轉角路口。由此向東南至學府路路口轉東，經縣道145號路口後可前往廉使北部、埒內北部、過溪子北部、國道1號虎尾交流道、惠來厝、大埔尾並止於省道台1丁線路口。
縣道158號（文科路）是臺西海口至斗南北勢仔的道路，大致以西南微西—東北微東走向經過本地區南部凸出部分並經過高鐵高架橋下。由該道路向西南微西轉西微北前往土庫中部、褒忠、東勢、台西等地；向東北微東可前往竹圍子北部、竹圍子與廉使交界地帶、廉使與虎尾交界地帶、廉使南部、埒內西南部、平和厝、蕃薯東端、小東、國道1號斗南交流道並止於省道台1線路口。
鄉道雲29線是惠來厝至東畔莊的道路，其南側端點（終點）位於本地區西部凸出部分的西南角外緣的縣道158號路口（北溪厝聚落西南郊）。由此向北北西轉北大致沿本地區西部邊界而行，其後因邊界線東移而出境，可前往大屯子東北部、三塊厝、惠來厝並止於鄉道雲20線路口。
鄉道雲90線（無名道路、學府二路、永興北三路）是新莊仔至吳厝的道路，其東側端點（終點）位於本地區北部邊界東側外不遠處的縣道145號轉角路口（吳厝聚落南郊）。由此向南南西入境後續直行，至學府二路路口轉西北西，經高鐵高架橋下後到達本地區北部邊界並沿邊界而行，過新庄子大排橋梁後轉西再度入境，經科虎路路口後路幅縮小，繞彎道轉北北東再轉西直行，至第二個路口轉南，至路口（光復國小東北側）轉西由本地區西部邊界北側出境，可前往大屯子北部、新庄子並止於鄉道雲101線路口。
鄉道雲92線（無名道路、虎興南路）是海墘至安溪（實際終點不在安溪）的道路，大致以西向東由本地區西部邊界中央略偏北的墾地聚落南側入境後，轉東南微東出聚落，經虎科路路口後轉東南東，經高鐵高架橋下後續行以至出境。由該道路向西至鄉道雲29號路口轉北與其共線一小段路後轉西獨行並出聚落可前往大屯子地區西部北側的海墘厝聚落並止於鄉道雲97線路口；向東南東可前往廉使、廉使與虎尾交界地帶、虎尾市區東部並止於近邊界處的虎尾高中西南角（弘道路—新生路路口）。
鄉道雲95線是北溪厝至溪埔寮的道路，其北側端點（起點）位於本地區南部的縣道158號路口。由此向南南東轉西南微南可前往竹圍子西部、三合西部、土庫市區東北部、過港地區的溪埔寮聚落並止於鄉道雲96線路口。

## 學校
- 光復國小
- 拯民國小